# Bahnhof Berlin-Schöneberg
A Bahnhof Berlin Hermannstraße egy S-Bahn állomás Németország fővárosában, Berlinben a Ringbahn vonalán. Az állomás 1933-ban nyílt meg, kezelője a DB Station&Service.

## Forgalom
| Járat | Útvonal | Gyakoriság csúcsidőben                      |
| ----- | --- | ------------------------------------------- |
|       | Oranienburg – Lehnitz – Borgsdorf – Birkenwerder – Hohen Neuendorf – Frohnau – Hermsdorf – Waidmannslust – Wittenau (Wilhelmsruher Damm) – Wilhelmsruh – Schönholz – Wollankstraße – Bornholmer Straße – Gesundbrunnen – Humboldthain – Nordbahnhof – Oranienburger Straße – Friedrichstraße – Brandenburger Tor – Potsdamer Platz – Anhalter Bahnhof – Yorckstraße (Großgörschenstraße) – Julius-Leber-Brücke – Schöneberg – Friedenau – Feuerbachstraße – Rathaus Steglitz – Botanischer Garten – Lichterfelde West – Sundgauer Straße – Zehlendorf – Mexikoplatz – Schlachtensee – Nikolassee – Wannsee | 10 min (Frohnau-Oranienburg: 20 percenként) |
| ↻ ↺   | Gesundbrunnen – Schönhauser Allee – Prenzlauer Allee – Greifswalder Straße – Landsberger Allee – Storkower Straße – Frankfurter Allee – Ostkreuz – Treptower Park – Sonnenallee – Neukölln – Hermannstraße – Tempelhof – Südkreuz – Schöneberg – Innsbrucker Platz – Bundesplatz – Heidelberger Platz – Hohenzollerndamm – Halensee – Westkreuz – Messe Nord/ICC – Westend – Jungfernheide – Beusselstraße – Westhafen – Wedding – Gesundbrunnen | 5 percenként                                |
|       | Westend – Messe Nord/ICC – Westkreuz – Halensee – Hohenzollerndamm – Heidelberger Platz – Bundesplatz – Innsbrucker Platz – Schöneberg – Südkreuz – Tempelhof – Hermannstraße – Neukölln – Köllnische Heide – Baumschulenweg – Schöneweide – Betriebsbahnhof Schöneweide – Adlershof – Grünau – Eichwalde – Zeuthen – Wildau – Königs Wusterhausen | 20 percenként                               |

## Vasútvonalak
- Berlin Ringbahn
- Wannseebahn

## Szomszédos állomások
Az állomáshoz az alábbi állomások vannak a legközelebb:
- S-Bahnhof Berlin Südkreuz (Berlin Ringbahn, S41)
- S-Bahnhof Innsbrucker Platz (Bahnhof Berlin Beusselstraße, Berlin Ringbahn, S41)
- Berlin Julius-Leber-Brücke station (Oranienburg station, Wannseebahn, S1)
- Berlin-Friedenau station (S-Bahnhof Berlin Wannsee, Wannseebahn, S1)
- S-Bahnhof Berlin Südkreuz (Bahnhof Berlin Beusselstraße, S42)
- S-Bahnhof Innsbrucker Platz (S42)
- S-Bahnhof Berlin Südkreuz (Königs Wusterhausen állomás, S46)
- S-Bahnhof Innsbrucker Platz (Bahnhof Berlin-Westend, S46)